# Кастеретс
Кастере́тс (фр. Casterets, окс. Casterés) — коммуна во Франции, находится в регионе Юг — Пиренеи. Департамент — Верхние Пиренеи. Входит в состав кантона Кастельно-Маньоак. Округ коммуны — Тарб.
Код INSEE коммуны — 65134.

## География

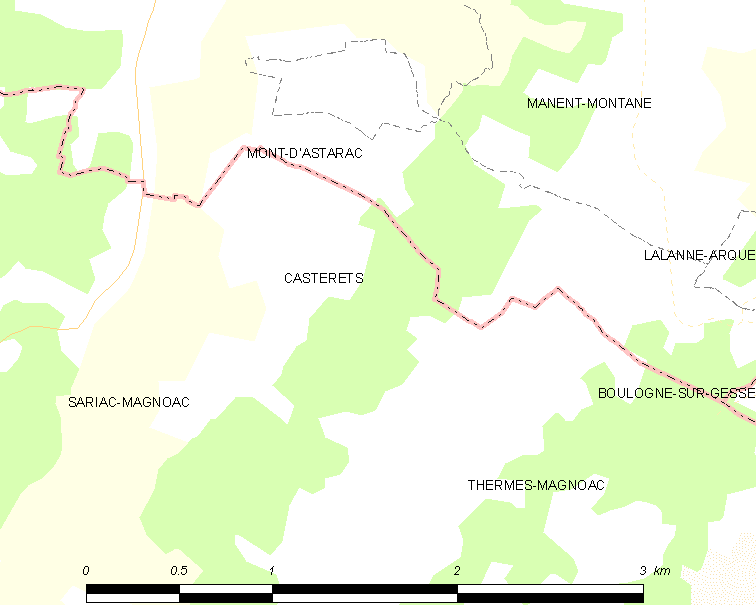
Карта коммуны

Коммуна расположена приблизительно в 640 км к югу от Парижа, в 80 км юго-западнее Тулузы, в 45 км к востоку от Тарба.
По территории коммуны протекают реки Арратс и Арратс-де-девант.

## Климат
Климат умеренно-океанический с солнечной тёплой погодой и обильными осадками на протяжении практически всего года.

## Население
Население коммуны на 2010 год составляло 13 человек.
| 1962 | 1968 | 1975 | 1982 | 1990 | 1999 | 2010 |
| ---- | ---- | ---- | ---- | ---- | ---- | ---- |
| 26   | 19   | 18   | 11   | 10   | 5    | 13   |

## Администрация
| Период | Период | Фамилия         | Партия                    | Примечания |
| ------ | ------ | --------------- | ------------------------- | ---------- |
| 2001   | 2008   | Дидье Буайе     | Союз за народное движение |            |
| 2008   | 2014   | Мириам Экскосье |                           |            |
| 2014   | 2020   | Дидье Буайе     |                           |            |

## Экономика
В 2010 году среди 6 человек трудоспособного возраста (15-64 лет) 3 были экономически активными, 3 — неактивными (показатель активности — 50,0 %, в 1999 году было 100,0 %). Из 3 активных жителей работали 3 человека (2 мужчин и 1 женщина), безработных не было. Среди 3 неактивных 0 человек были учениками или студентами, 2 — пенсионерами, 1 был неактивным по другим причинам.